# Clive Betts
Clive James Charles Betts (sinh ngày 13 tháng 1 năm 1950) là một chính khách của Công Đảng người Anh và là cựu nhà kinh tế, từng là Nghị sĩ của Nghị viện (MP) cho Sheffield Attercliffe từ năm 1992 đến 2010, khi ông trở thành Nghị sĩ của Nghị viện cho Sheffield South East.

## Tuổi thơ
Betts sinh ngày 13 tháng 1 năm 1950 tại Sheffield. Ông được giáo dục tại trường Longley ở Sheffield, Trường King Edward VII, Sheffield và Pembroke College, Cambridge, nơi ông nhận bằng Cử nhân Khoa học Xã hội và Chính trị.
Ông gia nhập Công Đảng năm 1969 và tham gia Đại hội Công đoàn năm 1971 với tư cách là một nhà kinh tế. Năm 1973, ông được bổ nhiệm làm chuyên gia kinh tế tại Hội đồng hạt Derbyshire và chuyển đến Hội đồng hạt Nam Yorkshire vào năm 1974, nơi ông là Chuyên gia kinh tế cho đến năm 1986.
Vào tháng 10 năm 1974, ông đã không thành công trong cuộc bầu cử vào Hạ viện với tư cách là ứng cử viên của Công Đảng trong ghế Đảng Bảo thủ an toàn của Sheffield Hallam, bị đánh bại bởi đương nhiệm John Osborn. Trong cuộc tổng tuyển cử sau đó, ông đã không thành công trong cuộc chiến Đảng Bảo thủ an toàn của Louth, bị đánh bại bởi Michael Brotherton đương nhiệm.
Ông đã không thành công với tư cách là ứng cử viên của Công Đảng tại phường Burngreave của Hội đồng thành phố Sheffield năm 1975 nhưng sau đó đã được bầu vào phường Firth Park vào năm sau. Trong khi một Ủy viên hội đồng thành phố Sheffield, ông là Chủ tịch Ủy ban Nhà ở trong sáu năm, Phó lãnh đạo và Chủ tịch Ủy ban Tài chính trong một năm và là roi trưởng của Tập đoàn Lao động trong ba năm. Ông cũng từng là Bí thư. Ông là phó lãnh đạo của Hội đồng dưới thời Roy Thwaites trong một năm vào năm 1986, và đã thành công Thwaites với tư cách là lãnh đạo hội đồng vào tháng 6 năm 1987. Ông rời hội đồng trong cuộc bầu cử tới Westminster. Năm 1986, ông được bổ nhiệm làm nhà kinh tế với Hội đồng Borough Rotherham.

## Đời tư
Betts sống trong một trang trại ở biên giới Derbyshire với bạn đời James Thomas, đang làm trợ lý quốc hội.